# Louis César Constantin de Rohan
Louis César Constantin de Rohan (Paris, 24 de março de 1697 - Paris, 11 de março de 1779) foi um cardeal do século XVIII

## Biografia
Nasceu em Paris em 24 de março de 1697. Sétimo dos treze filhos de Charles III de Rohan, quinto duque de Montbazon, e sua segunda esposa, Charlotte Elizabeth de Cochefilet. Os outros irmãos eram Louis Henri, François, Louis Charles Casimir, Hercule Mériadec, Charles, Armand Jules, Charlotte, Anne Therese, Marie Anne Benigne, Marie Anne, Angelique Eleonore e Charlotte Julie. Sobrinho do cardeal Armand-Gaston-Maximilien de Rohan (1712), bispo de Estrasburgo de 1704 a 1749. Primo distante do cardeal Armand II de Rohan-Soubise (1747), bispo de Estrasburgo de 1749 a 1756. Tio do cardeal Louis-René-Édouard de Rohan-Guéménée (1778), bispo de Estrasburgo de 1779 a 1801.
Cavaleiro da Ordem Soberana de Malta. Entrou na Marinha em 1713; alferes em 1714; e depois tenente em 1716; promovido a capitão em 1720; aposentado em 1723.
Estudou na Faculdade Teológica de Paris, Universidade La Sorbonne, onde obteve a licenciatura em direito canônico.
Ordenado (sem mais informações encontradas). Cônego do capítulo da catedral de Estrasburgo em 1732. Reitor-mor e cônego do capítulo da catedral de Estrasburgo. Maior esmola do rei Luís XV da França. abade de Lire; e mais tarde, de Saint-Epure.
Eleito bispo de Estrasburgo pelo cabido da catedral, em 23 de setembro de 1756; a eleição foi confirmada pelo rei Luís XV da França em 27 de setembro de 1756. Preconizada pelo papa, em 3 de janeiro de 1757. Consagrada, em 16 de março de 1757, capela do Seminário de Saint-Sulpice, Paris, pelo cardeal Frédéric-Jérôme de la Rochefoucauld de Roye, arcebispo de Bourges, auxiliado por Louis-Sextius de Jarente de la Bruyère, bispo de Digne, e por François de Brunes de Montlouet, bispo de Saint-Omer.
Criado cardeal sacerdote no consistório de 23 de novembro de 1761; o barrete vermelho foi enviado a ele por breve papal de 27 de novembro de 1761; ele nunca foi a Roma para receber o chapéu vermelho e o título. Não participou do conclave de 1769, que elegeu o Papa Clemente XIV. Não participou do conclave de 1774-1775, que elegeu o Papa Pio VI.
Morreu em Paris em 11 de março de 1779, às 4 horas da manhã, após uma agonia de sessenta horas sem muito sofrimento, em sua residência na rue de Varenne. Exposta e sepultada na catedral de Estrasburgo, onde também teve lugar o funeral celebrado por Ferdinand de Rohan, arcebispo de Bordéus, sobrinho do cardeal.